# Інгра Ліберату
Інгра де Соуза Ліберату (порт. Ingra de Souza Liberato, нар. 21 вересня 1966, Сальвадор, Бразилія) — бразильська акторка.

## Життєпис
Донька режисерів, Інгра дебютувала в кіно у віці 7 років, зігравши роль русалки в короткометражному фільмі «Ementário» (1973), знятому її батьком Чіко Ліберату за сценарієм її матері Альби Ліберату.
Інгра знімалася в багатьох успішних мильних операх на телеканалі «Rede Manchete», таких як «Pantanal» та «A História de Ana Raio e Zé Trovão», потім перейшла на телеканал «Rede Globo».
У 2002 році перебралася в «Порту-Алегрі». Інгра перебувала у шлюбі протягом п'яти років з режисером Жайме Монжардімом і протягом одинадцяти років з музикантом Дукою Лейндекером із гурту «Cidadão Quem» і «Pouca Vogal», від якого у неї є син Гільєрме (2003).
У 2007 році вона отримала нагороду «Кікіто» в категорії «Найкраща акторка» за роль у фільмі «Вальс для Бруно Стайна» на фестивалі «Грамадо».
У 2016 році вона почала створювати та писати сценарії документальних серіалів і написала свою першу книгу «O Medo do Sucesso», опубліковану L&PM, у якій розповідає про успіхи та помилки у своїй творчій кар'єрі.
У 2020 році вона випустила свою другу книгу Editora Quixote-Do: A Natureza Oculta Iluminada.
Також у 2020 році вона закінчила піврічний курс у TSFI Family Constellation, ставши фасилітатором Family Constellation.
У 2022 році вона закінчила курс прикладної екопсихології, Ecotuner, посиливши свою роботу як терапевта на додаток до своєї акторської кар'єри.

## Фільмографія

### Телебачення
| Рік      | Назва                         | Роль                    | Примітки                         |
| -------- | ----------------------------- | ----------------------- | -------------------------------- |
| 1989 рік | Кровний пакт                  |                         | Участь                           |
| 1989 рік | Тієта                         | Тонха (молодий)         | Епізод: "14 серпня"              |
| 1989 рік | Топ-модель                    |                         | Модель на показах мод Covery     |
| 1990     | Пантанал                      | Мадлен (молода)         | Епізоди: «28 березня – 2 квітня» |
| 1990     | Пісня сирен                   | Теоксопа                |                                  |
| 1990     | Історія Ани Райо та Зе Трован | Ана Райо                |                                  |
| 1994 рік | Чотири на чотири              | рожевий                 | Епізоди: «24–29 жовтня»          |
| 1995 рік | Декаданс                      | Рафаела до Куту Невес   |                                  |
| 1996 рік | Тобі вирішувати               |                         | Епізод: "Веальна фата"           |
| 1997 рік | Неприборканий                 | Парагвайський фільм     |                                  |
| 1999 рік | Божевільна пристрасть         | Сонінья 38              |                                  |
| 2002 рік | Клон                          | Шахта                   |                                  |
| 2004 рік | Секрет                        | Ізабель                 |                                  |
| 2005 рік | Ці жінки                      | Марлі Лемос             |                                  |
| 2008 рік | Os Mutantes - Стежки серця    | Королева Сивіла         | Постійна роль                    |
| 2009 рік | Зупинка 90                    | тик                     |                                  |
| 2011 рік | Поза ефіром                   | Лейла Діас              |                                  |
| 2012 рік | Наше життя                    | Продюсер                | Епізод: «22 лютого»              |
| 2012 рік | Балакобако                    | Селіна Фортунато Корреа |                                  |
| 2014 рік | Кисень                        | Марта                   |                                  |
| 2015 рік | Каланга: місто велосипедів    | Хелена / Люсія          |                                  |
| 2017 рік | Perrengue                     | Палома Прадо            |                                  |
| 2018 рік | Друге сонце                   | Фатіма Гарсія           |                                  |
| 2018 рік | Чорні футбольні бутси         | Кармен                  |                                  |
| 2021 рік | Буття                         | Лія                     | Сцена: José do Egypt             |
| 2022 рік | Пантанал                      | Весільний гість         | Епізод: "7 жовтня"               |

### Кіно
| Рік      | Назва                  | Роль                   | Примітки       |
| -------- | ---------------------- | ---------------------- | -------------- |
| 1973 рік | Резюме                 | Русалка                |                |
| 1997 рік | Кангасейро             | Олівія                 |                |
| 1999 рік | Два Потоки             | Тереза                 |                |
| 2000 рік | Я не знав Туруру       | Ізабель Соарес Барбоза |                |
| 2000 рік | Ти знаєш хто           | Н/Д                    | Короткий фільм |
| 2001 рік | 3 історії з Баїї       | Посланий від диявола   |                |
| 2001 рік | Тропічні сни           | Емілі                  |                |
| 2001 рік | Кінотеатр Paixão       | Н/Д                    | Короткий фільм |
| 2003 рік | Генерал                | Балерина               |                |
| 2005 рік | Життя Марії            | Марія                  |                |
| 2007 рік | Вальс для Бруно Штайна | Валерія                |                |
| 2007 рік | Червоний фруктовий чай | Н/Д                    | Короткий фільм |
| 2008 рік | Усвідомлене сновидіння | різні персонажі        |                |
| 2010 рік | Зелений будинок        | Секретар               |                |
| 2011 рік | Листоноша              | Наталина               |                |
| 2011 рік | Гошеські казки         | Н/Д                    |                |
| 2013 рік | Репетиція              | А-Н-А                  |                |
| 2014 рік | Обряди переходу        | Марія Боніта (голос)   |                |
| 2014 рік | Катарсис               | Люсія                  | Короткий фільм |
| 2015 рік | #дівчата: фільм        | Сусана                 |                |
| 2015 рік | Добре одружений        | Церемоніялист          |                |
| 2016 рік | Їду до Бразилії        | Бріжит                 |                |
| 2019 рік | Битва при Шангрі-Ла    | Мадалена               |                |
| 2021 рік | Ніна                   | Мама Ніни              |                |
| 2022 рік | Зачекай Ліз            | Діана                  |                |
| 2023 рік | Поза нами              | Аделія                 |                |

### Нагороди
- 2007 - Найкраща актриса на 35-му фестивалі Грамадо (за «Вальс для Бруно Штайна »)
- 1999 - Найкраща актриса на 3-му фестивалі Санта-Марія-да-Фейра (Португалія) (за Dois Córregos )
- 1999 - Найкраща жіноча роль на 7-му фестивалі в Куябі (за Dois Córregos )

| Рік      | Нагорода                       | Категорія                    | Робота              | Результат    |
| -------- | ------------------------------ | ---------------------------- | ------------------- | ------------ |
| 2023 рік | Найкращі фільми фестивалю Sesc | Найкраща національна актриса | Битва при Шангрі-Ла | В очікуванні |